# Jönköpings Södra IF
Jönköpings Södra IF ist ein schwedischer Fußballverein aus dem Süden (Söder) der Stadt Jönköping. Der größte Erfolg des am 9. Dezember 1922 gegründeten Vereins war die Vizemeisterschaft von 1950.

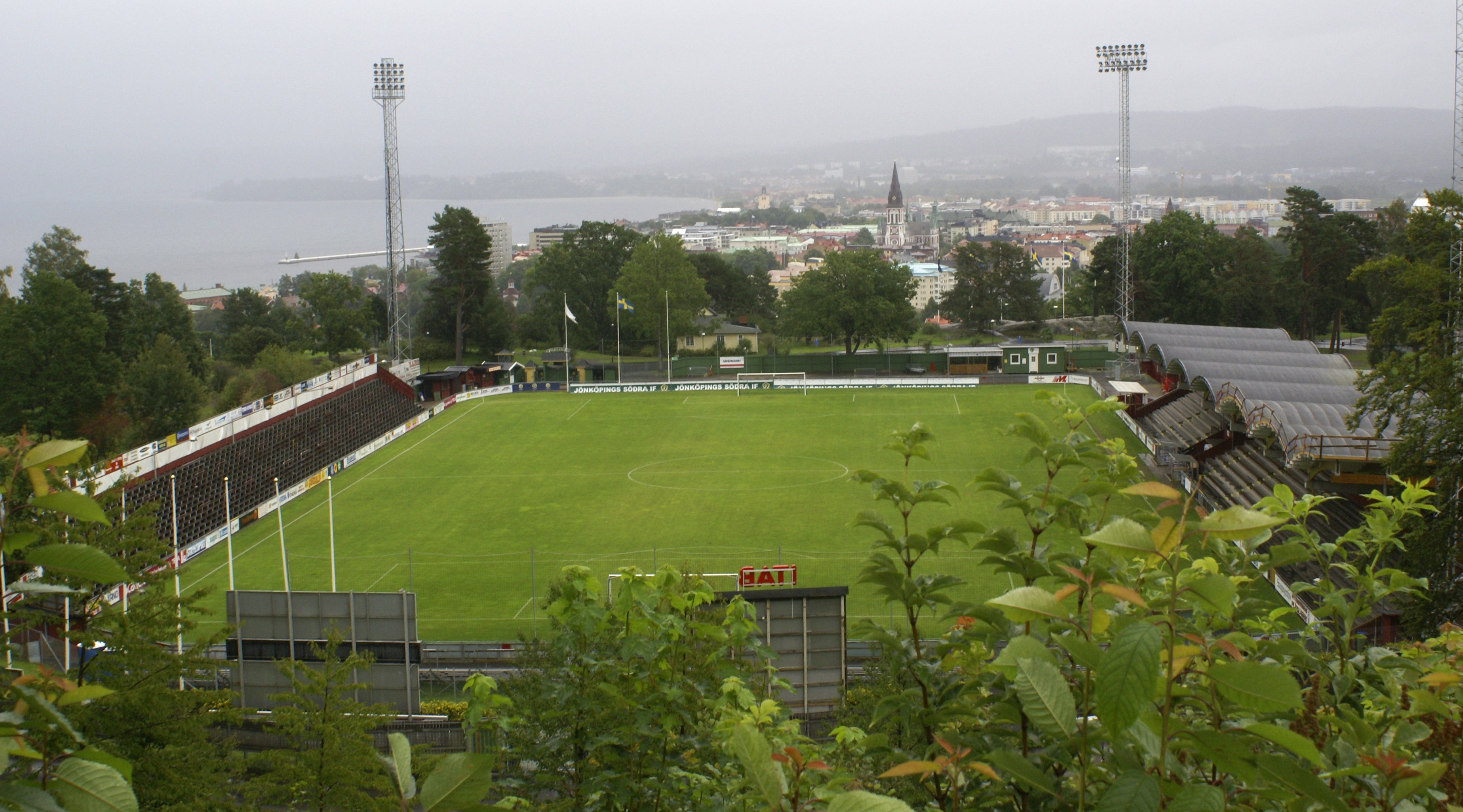
Das Heimstadion Stadsparksvallen (2008)

In den 1930er Jahren begann sich zunehmend der sportliche Erfolg einzustellen. Im Jahre 1933 konnte sich Jönköpings Södra IF für die Division 3 (damals 3. Liga) qualifizieren.
1945 gewann der Verein dann die Division 2, womit Jönköpings Södra in der Saison 1945/1946 das erste Mal in der Allsvenskan spielen konnte, allerdings auch gleich wieder abstieg. 1947 gelang der erneute Aufstieg und 1950 belegte der Verein am Spielzeitende sogar Rang 2 in der Allsvenskan. Nach vier weiteren Spielzeiten in der Allsvenskan stieg der Verein 1954 in die Division 2 ab, wo man bis zum erneuten Aufstieg 1959 spielte.
In den 1960er Jahren pendelte Jönköpings Södra IF zwischen Allsvenskan (1960, 1969), Division 2 (1961–63, 65–68) und Division 3 (1964). Die Saison in der Allsvenskan im Jahre 1969 sollte bis 2015 die letzte in dieser Spielklasse bleiben.
In den 1970er Jahren spielte der Verein hauptsächlich in der Division 2 (2. Liga), ausgenommen der Saison 1974 (Division 3). Bis 1981 hielt man diese Spielklasse, musste dann aber für längere Zeiträume in der dritten Liga spielen (1982–84 (Division 3), 1986–89 (neue Division 2)).
In den 1990er Jahren ging es für den Verein weiter bergab. So spielte man, nach dem Abstieg 1989, in den Jahren 1990 bis 1992 in der Division 3 (nun 4. Liga), bevor man dann in die Division 4 abstieg. Dort verbrachte man die Jahre 1993–94 und 1996–1998 (1995: Division 3). 1999 war man zurück in der Division 3 und stieg sofort auf in die Division 2, wo Jönköpings Södra IF bis 2005 spielte, als man sich für die zweite Liga (Superettan) qualifizieren konnte. Ab der Saison 2006 spielte Jönköpings Södra IF damit in der zweithöchsten Spielklasse. 2015 gelang der Aufstieg in die Allsvenskan. Ab der Saison 2016 spielte der Verein damit wieder erstklassig, stieg allerdings 2017 wieder ab.
Von 2012 bis 2014 wurde die Mannschaft von Mats Gren trainiert.

## Spieler
- Ivar Eidefjäll (1936–1943)
- Arne Selmosson (1950–1954)
- Karl Svensson (2000–2002, 2012–2014)
- Kristen Viikmäe (2008–2009)